# Ann Prentiss
Pour les articles homonymes, voir Gardner.
Ann Prentiss, née le 27 novembre 1939 à San Antonio, Texas, USA - morte le 12 janvier 2010 à Los Angeles, Californie, USA, est une actrice américaine. Elle est la sœur de Paula Prentiss.

## Filmographie partielle
- 1966 : Chaque mercredi (Any Wednesday) de Robert Ellis Miller
- 1968 : Mannix (Série TV, Saison 1 Episode 08)
- 1969 : Le Virginien (TV) saison 7 épisode 17 (Crime wave in buffalo springs) : Geraldine
- 1974 : Les Flambeurs (California Split) de Robert Altman
- 1988 : J'ai épousé une extra-terrestre (My Stepmother Is an Alien) de Richard Benjamin (voix)